# یواس‌ان‌اس شوشونی (تی-ای‌او-۱۵۱)
یواس‌ان‌اس شوشونی (تی-ای‌او-۱۵۱) (به انگلیسی: USNS Shoshone (T-AO-151)) یک کشتی است که طول آن ۶۱۴ فوت ۶ اینچ (۱۸۷٫۳۰ متر) می‌باشد. این کشتی در سال ۱۹۵۷ ساخته شد.